# Hubert L’Hoste
Hubert L’Hoste, ros. Губерт Лосте (czyt. Gubiert Łostie) (ur. w październiku 1923 w Oberlinxweiler, zm. 5 sierpnia 1959 w Symferopolu) – radziecki działacz komunistyczny pochodzenia niemieckiego. Współautor oraz bohater propagandowego reportażu „Hubert w krainie czarów”, skierowanego do młodzieży i dzieci. W późniejszym okresie życia także ofiara stalinowskich represji.

## Życiorys

### Wczesne lata
Hubert pochodził z Oberlinxweiler (obecnie dzielnica St. Wendel), wsi położonej w zagłębiu Saary, blisko granicy z Francją. Po klęsce Niemiec w I wojnie światowej obszar ten został na piętnaście lat odłączony od Republiki Weimarskiej i oddany pod kontrolę Ligi Narodów. Syn miejscowych komunistów, Johanna i Marii L’Hoste, spotykał się w szkole z niechęcią rówieśników oraz nauczycieli sympatyzujących z NSDAP.
W 1934 roku rodzinę Huberta odwiedził Michaił Kolcow, radziecki dziennikarz gazety „Prawda”. Kolcow, będąc pod wrażeniem dziesięcioletniego Huberta, który opowiadał mu o szkole, drużynie skautów i represjach, jakim poddawana jest jego rodzina ze względu na poglądy polityczne, wysunął propozycję wyjazdu chłopca do ZSRR. Podróż Huberta miała zostać opisana przez niemiecką pisarkę i narzeczoną Kolcowa, Marię Osten, a następnie opublikowana w formie reportażu adresowanego do radzieckich dzieci. Rodzice w obawie przed wynikiem referendum w kraju Saary i rychłym włączeniem regionu do III Rzeszy, bez wahania przystali na wyjazd syna.

### Przyjazd i pobyt w ZSRR
Po przyjeździe do Związku Radzieckiego, Hubert został przyjęty przez znanych radzieckich dowódców, m.in. Siemiona Budionnego, Michaiła Tuchaczewskiego oraz radzieckiego pisarza, Maksima Gorkiego. Zdjęcia i artykuły dokumentujące podróż chłopca pojawiały się w najważniejszych sowieckich gazetach. W 1935 roku ukazała się książka Hubert w krainie czarów, będąca opisem wrażeń i przemyśleń Huberta spisanych przez Marię Osten, z przedmową napisaną przez Georgiego Dymitrowa. Do książki została dołączona także gra planszowa o tytule „Z Saary do Moskwy”. Po wydaniu książki, Hubert zamieszkał w mieszkaniu Marii Osten. W nowym otoczeniu, w szkole nie był akceptowany przez uczniów. W 1936 roku, w związku z wybuchem hiszpańskiej wojny domowej, Kolcow wyjechał w roli korespondenta wojennego na front, zabierając ze sobą Marię Osten. Hubert został umieszczony w domu dziecka, gdzie przebywał przez następne dwa lata, po czym został skierowany do pracy w fabryce Frazer imienia Michaiła Kalinina. W 1940 roku, wkrótce po powrocie do Związku Radzieckiego, w wyniku wielkiej czystki, Michaił Kolcow, a niedługo później Maria Osten zostali skazani przez Kolegium Wojskowe Sądu Najwyższego ZSRR na kary śmierci i rozstrzelani.

### Represje
Hubert, będący gwiazdą propagandy, stał się osobą podejrzaną, nieustannie inwigilowaną przez NKWD. W wyniku represji stracił pracę w fabryce i długo nie mógł znaleźć nowej. Po jakimś czasie został zatrudniony na podrzędnym i słabo opłacanym stanowisku w bibliotece. W obawie przed dalszymi represjami i aresztowaniem, przyjął obywatelstwo radzieckie. 23 września 1941 roku, po ataku Niemiec na Związek Radziecki, Hubert wraz z innymi mieszkającymi w Moskwie Niemcami został ewakuowany do miasta Karaganda w Kazachskiej SRR. Nieustannie inwigilowany żył w ubóstwie, często głodując. Jego sytuacja poprawiła się nieco, gdy udało mu się zdobyć pracę kołchozowego mechanika. Pod koniec wojny ożenił się z jedną z ewakuowanych wraz z nim Niemek. W 1947 roku został oskarżony o kradzież i skazany na pięć lat pobytu w łagrze. Trzy lata później został skazany ponownie, tym razem za agitację antyradziecką. W 1957 roku w ramach odwilży po śmierci Stalina został zwolniony. Podupadły na zdrowiu w wyniku dziesięciu lat pobytu w obozie, dostał zgodę władz na przeprowadzkę wraz z żoną i córką na Krym, w celu podratowania zdrowia. W 1959 rodzice Huberta, po długich poszukiwaniach z pomocą Czerwonego Krzyża zdołali ustalić miejsce pobytu syna, który nie mogąc samemu opuścić ZSRR, został odwiedzony przez matkę.

### Śmierć
Wkrótce po odjeździe matki, stan zdrowia Huberta znacznie się pogorszył. Zmarł 5 sierpnia 1959 roku w wyniku powikłań po zabiegu usunięcia wyrostka robaczkowego.